# تأريخ ناجرة

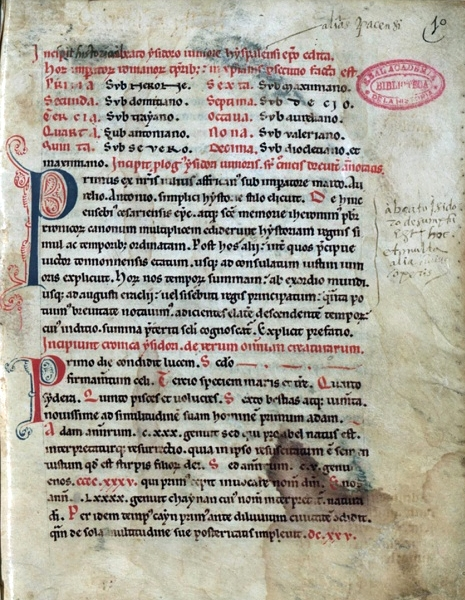

تأريخ ناجرة (باللاتينية: Chronica Naierensis أو Crónica najerense) والذي حُرر في البداية تحت اسم التأريخ الليوني (باللاتينية: Crónica leonesa) هو تأريخ زمني لتاريخ العالم ألّفه الرهبان البندكتيون في دير سانتا ماريا الملكي في ناجرة في نهاية القرن الثاني عشر الميلادي. كتب الرهبان هذا التأريخ باللاتينية، بدءً من أحداث قصة الخلق في سفر التكوين إلى زمانهم، مع التركيز على الكتاب المقدس والتاريخ القديم وتاريخ القوط الغربيون في إسبانيا، وممالك قشتالة وليون. اعتمد التأريخ على الكتابات التاريخية الإسبانية المتأخرة باللاتينية وبالأخص "De rebus Hispaniae" لرودريغو خيمينيث دي رادا، و"Chronicon mundi" للوكاس دي توي، و"Estoria de España" لألفونسو العاشر.
لا يُعد هذا التأريخ عملًا أصليًا، وإنما هو تجميع لمواد من مؤلفات أخرى، حيث اعتمد في تأريخه للقوط الغربيين على كتابات إيزيدور الإشبيلي، والتاريخ الإسباني التالي لتلك الفترة على "Corpus Pelagianum" وهو العمل الذي كُتب تحت إشراف بيلاغيوس أسقف أوفييدو. يُعتقد أن هذا التأريخ كُتب سنة 1160م، ولكن النُسخة المُنقّحة الصادرة سنة 1995م التي نشرها خوان ستيفيث سولا، أرّخ كتابته بأنه كُتب بعد سنة 1173م، وهي السنة التي أنهى فيها بيدرو كوميستور كتابه "Historia Scholastica" الذي استخدمه مؤلفو تأريخ ناجرة كمصدر. كما أنه من المرجّح أن تأريخ ناجرة كُتب بعد نسب السيد المكتوب سنة 1194م، والذي استخدم تأريخ ناجرة كمرجع. مما يجعل زمن كتابة تأريخ ناجرة مُعاصرًا لزمن كتابة تاريخ رودريغو، على الرغم من التأثير الواضح لتاريخ رودريغو على محتوى تأريخ ناجرة.